# Американский жулан
Америка́нский жула́н (Lanius ludovicianus) — птица семейства сорокопутовых.

## Описание
Птицы отличаются большим крючковатым клювом. Оперение головы и спины серое. Крылья и хвост чёрные с белыми перьями. Чёрная маска лица тянется также поверх клюва. Этим он отличается от серого сорокопута, на которого он в остальном очень похож.

## Распространение
Американский жулан — это птица североамериканского континента. Гнездовой ареал охватывает полуоткрытые регионы в южном Онтарио, в Квебеке и Альберте и тянется до Мексики. Вид гнездится на густо покрытых листьями деревьях или кустах. Самка откладывает от 4 до 8 яиц в большом чашеобразном гнезде, построенном из веток и травы.
В южной области распространения американский жулан — это оседлая птица. Живущие в северной области распространения популяции мигрируют во время зимнего полугодия дальше на юг.

## Питание
Типичная для американского жулана форма охоты — это охота из засады. Из засады они наблюдают за окрестностью и оттуда нападают на свою добычу. Они питаются, прежде всего, большими насекомыми, а также грызунами и меньшими по размеру видами птиц. Они накалывают свою добычу на шипы, так как когти у них отсутствуют.

## Природоохранный статус
Американский жулан находится под угрозой из-за сокращения области распространения и применения пестицидов. На острове Сан-Клементе, который принадлежит к группе островов Чаннел, гнездится один из подвидов американского жулана. Этот остров, который служит военной базой Военно-морских сил США является родиной одного из подвидов островной лисицы. Этот эндемичный вид лис, который получил развитие от островной лисицы имеет типичную островную карликовость, также находится под угрозой. Островные лисицы, особенностью которых является то, что они способны влезать на деревья, питаются среди прочего птицами, а также гнездящимися американскими жуланами. До 2000 года Военно-морские силы США ловили и убивали живших на острове лисиц, чтобы защитить таким образом американского жулана. С 2000 года сторонники охраны природы указали на то, что островная лисица вследствие человеческого вмешательства также находится под угрозой. ВМС США изменил затем свои мероприятия по охране в пользу этого подвида американского жулана. Лисиц по-прежнему отлавливают и держат в период гнездования в неволе. Кроме того, районы гнездования охраняются сооружёнными вокруг них электрическими заборами, которые отпугивают лисиц.